# Аверса
Аве́рса  (итал.  Aversa ) — город в Италии, расположен в регионе Кампания, подчинён административному центру Казерта.
Население составляет 52.365 человек (на 2007 г.), плотность населения составляет 5998,28 чел./км². Занимает площадь 8,73 км². Почтовый индекс — 81031 . Телефонный код — 081.
Покровителем города считается апостол Павел. Праздник города ежегодно празднуется 25 января.

## История
В 1030 году герцог Неаполитанский Сергий IV пожаловал предводителю норманнов Райнульфу руку своей сестры и графство Аверса, каковое стало первым норманнским графством в Южной Италии. В дальнейшем, благодаря дипломатическим усилиям Роберта Гвискара здесь появилась епископская кафедра Римско-католической церкви. Одним из первых епископов был Гуитмонд — последовательный оппонент Беренгара Турского.
В 1134 (окончательно в 1157) году графство вошло в состав Сицилийского королевства.
18 сентября 1345 года здесь был зверски убит супруг королевы Неаполя Джованны I герцог Калабрийский Андрей, гибель которого послужила предлогом для вторжения в Италию войска его брата — венгерского короля Людовика Великого.

## Города-побратимы
- Пратола-Серра, Италия (2010)
- Алифе, Италия (2010)

## Графы Аверсы из династии Дренго
1. Райнульф I (1030—1045)
2. Асклетин (1045—1045), племянник Райнульфа I
3. Райнульф II Тринканокт (1045—1048), племянник Райнульфа I
4. Герман (Гульельмо) (1048—1049), сын Райнульфа II
5. Рикардо I «Волк из Абруццо» (1049—1078), брат Асклетина
6. Джордано I (1078—1091), сын Рикардо I
7. Рикардо II (1091—1105/6), сын Джордано I
8. Роберто I (1105/6—1120), сын Джордано I
9. Рикардо III (1120—1120), сын Роберто I
10. Джордано II (1120—1127), сын Джордано I
11. Роберто II (1127—1134, 1137—1139, 1155—1157), сын Джордано II